# Deportee (Plane Wreck at Los Gatos)
Deportee (Plane Wreck at Los Gatos) ist ein Protestlied, das sich auf den Flugzeugabsturz am 28. Januar 1948 in der Nähe des Los Gatos Canyon bezieht. Der Text ist von Woody Guthrie, die Musik von Martin Hoffman. Guthrie wurde zu dem Lied durch die seiner Meinung nach rassistische Behandlung der Passagiere nach dem Unfall inspiriert. Bei dem Absturz starben 32 Menschen – vier US-Amerikaner und 28 mexikanische Landarbeiter, die von Kalifornien zurück nach Mexiko deportiert werden sollten.

## Hintergrund

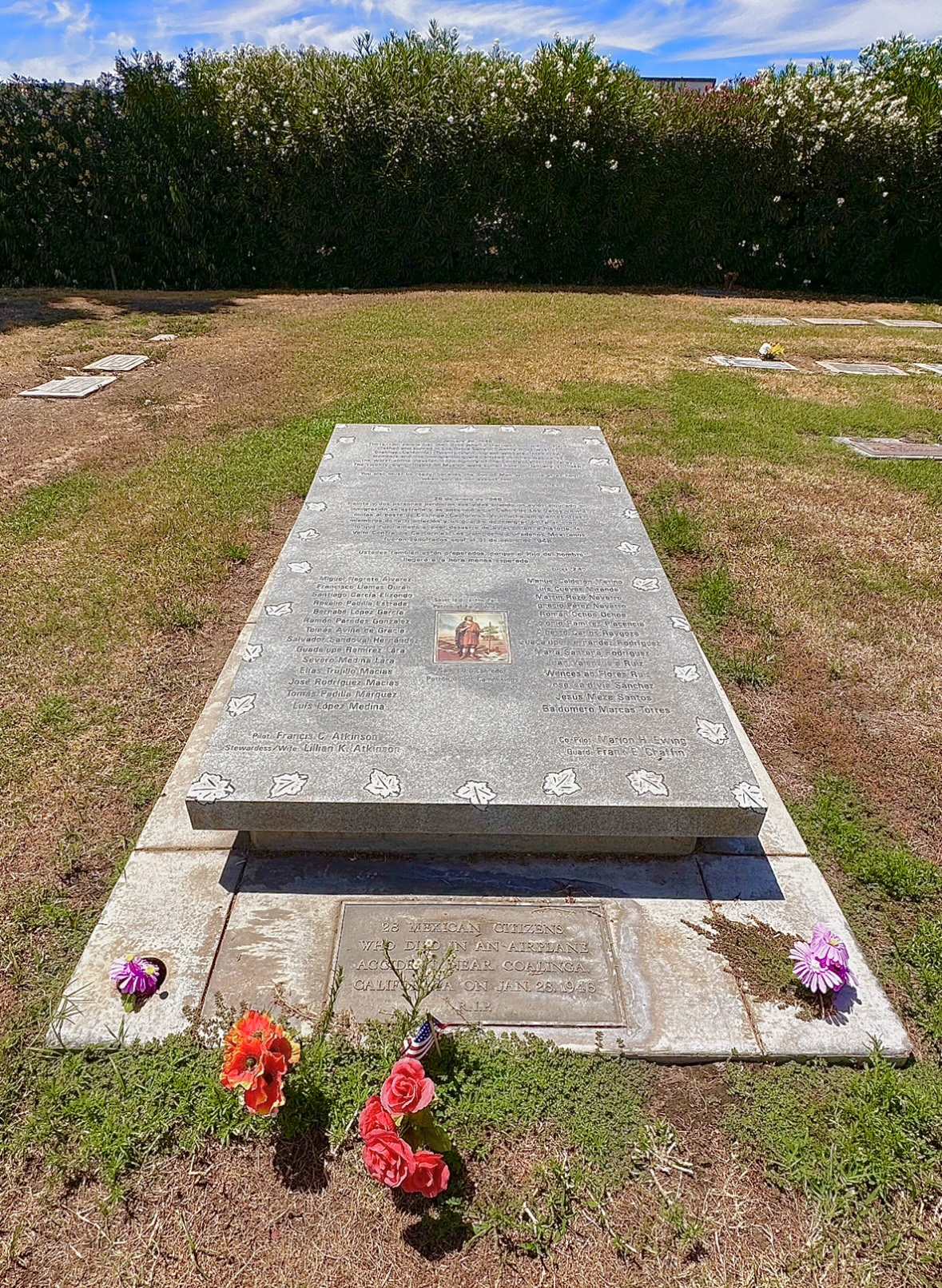
Gedenkstein für die Opfer des Absturzes

Am 28. Januar 1948 stürzte eine Douglas DC-3/C-47B-40-DK der US-amerikanischen Airline Transport Carriers (NC36480) nahe Coalinga (Kalifornien, USA) ab, nachdem zunächst das Triebwerk Nr. 1 (links) Feuer gefangen hatte. Danach kam es zu einer Explosion, woraufhin die linke Tragfläche abriss und die Maschine abstürzte. Alle 32 Insassen, vier Besatzungsmitglieder und 28 Passagiere, kamen ums Leben.

## Entstehung des Liedes
Guthrie fiel bei den Radio- und Zeitungsberichten über den Flugzeugabsturz von Los Gatos auf, dass nur die Namen der US-Bürger genannt wurden, aber nicht die Namen der anderen Opfer, die lediglich als „Deportierte“ bezeichnet wurden. Die New York Times vom 29. Januar 1948 druckte keine Namen der Deportierten ab, sondern nur die der Flugbesatzung und des Sicherheitsbeamten. Die Lokalzeitung „The Fresno Bee“ berichtete jedoch ausführlich über die Tragödie und listete alle bekannten Namen der Deportierten auf.
Da Guthrie die umfangreiche lokale Berichterstattung über die Katastrophe nicht kannte, schrieb er ein Gedicht, das zunächst nur eine rudimentäre musikalische Untermalung enthielt, wobei Guthrie das Lied rezitierte, anstatt es zu singen. Er vergab den Toten symbolische Namen:

„Auf Wiedersehen, mein Juan, auf Wiedersehen, Rosalita; adiós, mis amigos, Jesús y María …“

Ein Jahrzehnt später wurde Guthries Gedicht von dem Lehrer Martin Hoffman vertont. Kurz darauf trug der Folksänger Pete Seeger, ein Freund Woody Guthries, das Lied auf Konzerten vor und machte mit dieser Interpretation das Lied populär.
Auf der Website von Three Rocks Research wurde vermutet, dass Guthrie Unverständnis hinsichtlich des Bracero-Programms zeigte. Daher war die „Deportation“ von Braceros auf diese Weise lediglich eine Möglichkeit, den Verpflichtungen des Programms nachzukommen – obwohl einige Zeitungen, zum Beispiel die New York Times, die Braceros tatsächlich als „Deportierte“ bezeichneten. Allerdings sind in dem Lied die Zeilen enthalten:

„Einige von uns sind illegal, andere werden nicht gesucht.
Unser Arbeitsvertrag ist ausgelaufen und wir müssen weitermachen.“

Das legt nahe, dass Guthrie die Funktionsweise des Bracero-Programms bewusst war. In seinem Lied geht es um einen Kommentar zur Haltung der amerikanischen Gesellschaft und der Medien gegenüber den mexikanischen Landarbeitern.
„Deportee (Plane Wreck at Los Gatos)“ ist nicht nur eine Klageschrift für die bei dem Absturz getöteten Braceros, denn die Anfangszeilen

„Die Ernte ist vollständig eingebracht und die Pfirsiche verfaulen,
Die Orangen stapelten sich in ihren Kreosot-Deponien.“

sind ein weiterer Protest von Guthrie. Damals bezahlte die Regierung die Landwirte dafür, dass sie ihre Ernte vernichteten, um die landwirtschaftliche Produktion niedrig und die Preise hoch zu halten. Guthrie hielt es für falsch, in einer Welt, in der hungrige Menschen lebten, Lebensmittel durch Vergiftung ungenießbar zu machen.
Das Lied wurde von anderen Interpreten auch unter anderen Titeln aufgenommen, darunter „Deportees“, „Ballad of the Deportees“, „Deportee Song“, „Plane Crash at Los Gatos“ und „Plane Wreck at Los Gatos (Deportee)“.

## Bearbeitungen
Der Liedermacher Dominik Plangger veröffentlichte 2020 seine Bearbeitung des Liedes unter dem Titel Namenlose als digitale Single. Darin thematisiert er die Menschen, die auf der Flucht nach Europa im Mittelmeer ertrinken. 2022 erschien das Lied auf seinem Album Ansichtshalber.

## Aufnahmen anderer Künstler (Auswahl)
Der Song wurde von vielen Künstlern aufgenommen, unter anderem von:
- The Kingston Trio auf Time To Think (1963)
- Judy Collins auf Judy Collins #3 (1964) und auf dem Livealbum A Tribute to Woody Guthrie (1972)
- Odetta auf Odetta Sings of Many Things (1964)
- Joni Mitchell: Liveaufnahme von 1964 auf Joni Mitchell Archives – Vol. 1: The Early Years (1963–1967) (2020)
- The Byrds auf Ballad of Easy Rider (1969)
- Alex Campbell auf Alex Campbel Sampler (1969)
- Joan Baez auf Blessed Are … (1971) und live auf Bowery Songs (2004)
- Paddy Reilly auf The Life of Paddy Reilly (1971)
- Nana Mouskouri, französische Version Adieu mes amis auf Le Tournesol (1970)
- Arlo Guthrie auf Arlo Guthrie (1974) und mit Pete Seeger auf Arlo Guthrie and Pete Seeger: Together in Concert (1975)
- Bob Dylan und Joan Baez während der Rolling Thunder Revue (1976)
- David Carradine im Film Bound for Glory (Dieses Land ist mein Land) (Soundtrack, 1976)
- Dolly Parton auf 9 to 5 and Odd Jobs (1980)
- Sweet Honey in the Rock auf The Other Side (1985)
- Christy Moore auf The Spirit of Freedom (1985)
- The Highwaymen, Johnny Rodriguez, auf Highwayman (1985)
- Hoyt Axton auf Hard Travelin (1986)
- Peter, Paul and Mary auf Lifelines (1995) und Lifelines Live (1996)
- Bruce Springsteen auf ’Til We Outnumber ’Em (2000)
- Derek Warfield and the Wolfe Tones auf 50 Great Irish Rebel Songs and Ballads (2005)
- Roy Brown Ramírez, Tito Auger und Tao Rodríguez-Seeger auf Que Vaya Bien (2006; spanisch)
- John McCutcheon auf This Land: Woody Guthrie's America (2011)
- Ralph McTell und Wizz Jones auf About Time (2016)
- Joan Baez auf ihrer 4-Voices-Tour mit Mary Chapin Carpenter and Indigo Girls (2017)
- Joan Baez auf ihrer Fare-Thee-Well tour (2018–2019)
- Jeb Loy Nichols auf The United States of the Broken Hearted (2022)